# Anders Eriksson (trumpetare)
Anders Eriksson, född i 1960 i Sverige, är en svensk-norsk musiker (trumpetare), musikproducent och musikarrangör.

## Biografi
Eriksson föddes i Sverige 1960. Han har sedan 1985 levt i Norge.
Under 1990-talet spelade Eriksson i Oslo Groove Company. Sedan 2007 har Eriksson varit projektledare för Ensemble Denada, där han även spelat sedan 2000.
Eriksson har tidigare varit projektledare för  Østnorsk jazzsenter. Under 13 år arbetade Eriksson vid Festspillene i Nord-Norge, bland annat med turnéfrågor och musikproduktion.
Eriksson blev festivalgeneral för Moldejazz i oktober 2013. Han slutade dock redan året därpå, efter en genomförd festival, på grund av meningsskiljaktigheter om festivalens innehåll med festivalens styrelse.